# Табагуа, Батал Иванович
Батал Иванович Табагуа (абх. Баҭал Табаҕәуа; 29 октября 1962 с. Кутол, Очамчырский район Абхазия) — абхазский политик, председатель Центральной избирательной комиссии Республики Абхазии; министр юстиции Республики Абхазия (1995—2005).

## Биография
Родился 29 октября 1962 году в с. Кутол Очамчырского района в абхазской семье.
По окончании средней школы, в 1980 году поступил на юридический факультет Красноярского государственного университета.
С 1984 по 1986 годы служил в рядах Вооружённых сил СССР в Красноярске.
После окончания университета, с 1987 года работал юридическим консультантом в различных организациях Очамчырского района.
С 1990 года работал заведующем сектором по работе с правоохранительными органами, в отделе по законодательству в президиуме Верховного Совета Абхазской АССР.
С 14 августа 1992 года принимал участие в Отечественной войне в Абхазии. В первый же день войны принял первый бой в Сухуме, на Красном мосту. В дальнейшем участвовал в партизанском движении в Очамчырском районе (Восточный фронт), находился в группе «Дельфин».
С октября 1993 по сентябрь 1995 годов назначен главой администрации Очамчирского района.
С сентября 1995 по 2003 годы трудился в должности министра юстиции Республики Абхазия.
Исполнял обязанности представителя президента Абхазии в парламенте Абхазии, является членом Координационного совета по грузино-абхазскому урегулированию, заместителем председателя Центральной избирательной комиссии Республики Абхазия.
В настоящее время Председатель Центральной избирательной комиссии Республики Абхазия.